# イージーリスニング (坂本真綾のアルバム)
イージーリスニングは、坂本真綾の1作目のミニアルバム。

## 解説
- 今作は菅野よう子率いるクリエイター集団のhogによる総合プロデュースという位置付けの元で制作された。
- 累計出荷枚数は3.2万枚。
- 今後数作に渡りリリースされるコンセプトミニアルバムの第1弾となる。

## 収録曲
| 全作曲: カンノヨウコ、全編曲: hog。 |                                            |                |              |      |
| #                                   | タイトル                                   | 作詞           | 作曲・編曲   | 時間 |
| 1.                                  | 「inori」                                  | サカモトマーヤ | カンノヨウコ | 5:20 |
| 2.                                  | 「blind summer fish」                      | サカモトマーヤ | カンノヨウコ | 3:54 |
| 3.                                  | 「doreddo 39」                             | サカモトマーヤ | カンノヨウコ | 4:32 |
| 4.                                  | 「afternoon repose」                       | Shanti Snyder  | カンノヨウコ | 5:58 |
| 5.                                  | 「bitter sweet」                           | サカモトマーヤ | カンノヨウコ | 5:14 |
| 6.                                  | 「another grey day in the big blue world」 | Chris Mosdell  | カンノヨウコ | 5:01 |
| 7.                                  | 「birds」                                  | サカモトマーヤ | カンノヨウコ | 5:31 |
| 合計時間:                           | 合計時間:                                  | 合計時間:      | 35:30        |      |

## 参加ミュージシャン
Total Produced：hog
- Guitars：藤井謙二（from MY LITTLE LOVER（リリース当時））
- Percussion：三沢またろう
- Oboe：庄司知史
- Clarinet：十亀正司
- Synthesizer Manipulate：浦田恵司（アシスタント：田久保誠一）
- Humming：Shanti Snyder
- Background Vocal：坂本真綾